# 부제목
부제목(副題目) 또는 줄여서 부제(副題), 서브 타이틀(영어: subtitle)은 어떤 작품의 제목에 덧붙이는 제목이다. 반드시 붙이지는 않으므로, 서브 타이틀로 통용된다.

## 부제목(서브 타이틀)의 예시
부제목의 표기 방식은 다음과 같은 예가 있다. 여기서  제목은 ○○, 부제목은 △△로 표기한다.
- ○○—△△— 또는 —△△

한글 맞춤법 상 부제목은 앞 뒤에 줄표(—)를 붙여 표기한다. 뒤의 줄표는 생략할 수 있다. 줄표의 앞 뒤는 띄어 씀을 원칙으로 하나, 붙여 쓸 수도 있다. 줄표(—)는 붙임표(-)보다 긴 것이 특징이다.
띄어쓰기를 이용한 표기 방식.
- ○○〜△△〜 또는 〜△△

물결줄표를 이용한 표기 방식. 일본에서 많이 사용하는 방식이다.
쌍점을 이용한 표기 방식. 영어권에서 많이 사용하며, 영화 제목에도 많이 사용된다.
소괄호를 이용한 표기 방식. 주로 대한민국 음악계에서 많이 사용하는 방식이다.

## 같이 보기
- 주제